# Rubus conanicutensis
Rubus conanicutensis es una especie de planta del género Rubus, perteneciente a la familia Rosaceae.

## Taxonomía
Rubus conanicutensis fue descrita por Liberty Hyde Bailey en 1945.

## Distribución
Se encuentra en el territorio de Rhode Island.